# Amelio Gambini
Amelio Gambini (Gubbio, 24 ottobre 1917 – Marsciano, 21 luglio 1982) è stato un calciatore italiano, di ruolo ala sinistra.

## Carriera
Con la maglia del Siena giocò quattro campionati di Serie B e, nell'immediato secondo dopoguerra, il campionato di Serie mista A-B Centro-Sud 1945-1946.